# Højvandsmærke
Et højvandsmærke (el. højvandssten) angiver det højeste niveau af oversvømmelser. Højvandsmærker findes flere steder i kystområder. De kan føres tilbage til det gamle Egypten, hvor oversvømmelser er blevet målt til planlægningsformål  Efter stormfloden i 1872 blev der i Danmark rejst talrige højvandsmærker.
Udformningen af mærkerne kan være forskellig. Ud over de indskrifter, der blev hugget i eksisterende bygninger eller monumenter, findes der også opmalede indskrifter eller paneler af metal, sten eller træ. En vandret linje dokumenterer oversvømmelsens højdepunkt. Mange steder findes højvandsmærker fra forskellige år over hinanden. Nøjagtigheden af højvandsmålinger skal dog ofte ses med forsigtighed.

## Forskellige højvandsmærker
- Højvandsmærke fra 1872 ved Gedesby Kirke på Falster
- Højvandsmærke fra 1872 i Masholm ved Slien
- Stormflodssøjle på Skibbroen i Ribe med angivelse af vandstanden under en række historiske stormfloder
- Højvandsmærke på Hamborg Hallig
- Højvandsmærke fra 1825 på Før
- Højvandsmærke i Missouri